# Adicalamani
Adicalamani foi um rei cuxita de Meroe, durante o século II AEC.

## Reinado
Foi o sucessor do rei Arcamani, e mais tarde foi sucedido por um rei cujo nome sobreviveu apenas parcialmente: "(...) mr (...) t". Diz-se que ele é contemporâneo de uma revolta egípcia datada de 207-186 AEC. Durante essa revolta, um governante, Horwennefer, assumiu o controle de Tebas e se revoltou contra Ptolemeu IV. A revolta terminou em ca. 186 AEC, quando Ankhwennefer (seu sucessor ou mais provável Horwennefer com um nome diferente) foi capturado e executado.
- Prenome: Titenre Setepnetjeru ("Imagem de Re, escolhido dos deuses")
- Nome: Adicalamani, com o epíteto Meryiset[1]

## Monumentos e inscrições
Adicalamani iniciou a construção do Templo de Debode, que contém relevos mostrando o rei ofertando a várias divindades, incluindo Amon, Mut, Osíris, Ísis, Harpócrates, Nekhbet e Wadjet.
Adicalamani foi enterrado em Meroe.